# ソロティ県

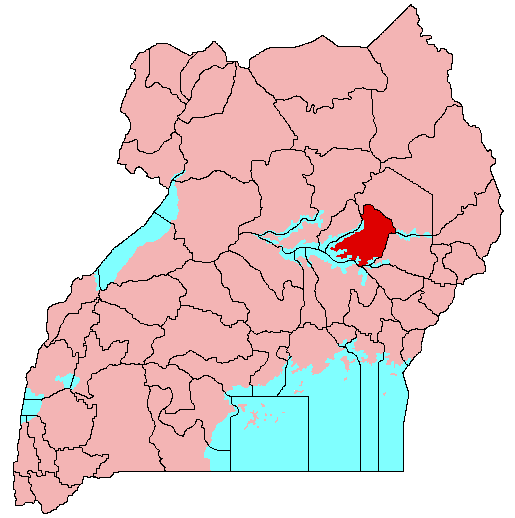
ソロティ県と2001年から2005年の県境

ソロティ県 (ソロティけん、Soroti District) はウガンダ中東部、テソ地方南西部の県。ソロティはテソ県が置かれて以来県庁所在地であったが、テソ県が東部州の一部とされた際に南東部がのちのクミ県に分割され、州が廃されてのち1979年にソロティ県に改名された。1997年に北部がカタクイ県に分割され、2001年に西部がカベラマイド県に分割された。面積は 2,662.5 km²でうち 406 km²は水域である。南西にカシロ、南にセレレ、北にソロティと郡と同格のソロティ市の4郡にソロティの3区を含め17の副郡、67の教区が置かれている。知事に相当する第5地域議会 (LC5) 議長はスティーヴン・オチョラ。2002年の国勢調査人口は 371,986 人。主な住民はテソ族で、クマム族やバントゥー系のケニィ族も住む。北部にはウガンダ鉄道が走るが稼働していない。

## 隣接する県
北にカタクイ県から分割されたアムリア県、南にキオガ湖を挟みブソガのカムリ県、カリロ県、南東にブケディのパリサ県と接する。
- アムリア県
- カタクイ県
- ンゴラ県
- セレレ県
- カラキ県